# This Is Love 1
《This Is Love 1》是香港搖滾樂隊Beyond發行第二张日語专辑，《This Is Love 1》是一張迷你日語雙專輯，是黃家駒最後錄製的專輯，並沒有100%完成。這張專輯發行時，黃家駒已經在6月30日逝世，原先計畫分成《This Is Love 1》和《This Is Love 2》的兩張以迷你專輯方式發行，黃家駒逝世後，《This Is Love 2》發行的計畫永遠無法實現。 
日本版本收錄七首歌曲，台灣版本多收錄三首日語專輯《超越》的歌曲。

## 曲目
1. Never Change World (原曲︰和平與愛)
2. くちびるを奪いたい (原曲︰完全地愛吧)
3. Hurry Up (原曲︰狂人山莊)
4. 君には僕が (原曲︰命運是你家)
5. 蒸し暑い夜 (原曲︰妄想)
6. 遙かなる夢に～Far away～ (原曲︰海闊天空)
7. もーまんたい！ (原曲︰無無謂)